# Parnay, Cher

Parnay este o comună în departamentul Cher, Franța. În 1 ianuarie 2022 avea o populație de 50 de locuitori.